# سینما فلسطین (بروجرد)
سینما فلسطین یک سینما در شهر بروجرد، ایران است.
این سینما که متعلق به حوزه هنری می‌باشد در سال ۱۳۴۲ تأسیس شده‌است. این سینما پس از بازسازی در اسفند ۱۳۹۷ با دو سالن سینما بازگشایی شد. همچنین سالن سوم نیز در ۱۵ بهمن ۱۴۰۰ به بهره‌برداری رسید.